# Tập vệ tinh

Mô phỏng tập vệ tinh GPS gồm có 24 vệ tinh được phân bổ đều cho sáu mặt phẳng quỹ đạo. Tại điểm toạ độ 40°Bắc (Mỹ) trên minh hoạ, luôn có một số lượng nhất định vệ tinh được nhìn thấy trên bầu trời theo thời gian.

Tập vệ tinh hay chòm vệ tinh là một tập hợp các vệ tinh nhân tạo hoạt động cùng nhau tạo thành một hệ thống. Không giống như từng vệ tinh đơn lẻ, một tập vệ tinh có thể tạo ra vùng phủ sóng vĩnh viễn toàn cầu hoặc gần toàn cầu, sao cho tại một nơi bất kỳ tại từng thời điểm trên Trái đất có thể nhìn thấy ít nhất một vệ tinh. Các vệ tinh thường được đặt trong các mặt phẳng quỹ đạo và kết nối với các trạm mặt đất. Chúng có cũng có thể được sử dụng để liên lạc giữa các vệ tinh.